# Żmigród Nowy (gromada)
Żmigród Nowy (od 1968 Nowy Żmigród) – dawna gromada, czyli najmniejsza jednostka podziału terytorialnego Polskiej Rzeczypospolitej Ludowej w latach 1954–1972.
Gromady, z gromadzkimi radami narodowymi (GRN) jako organami władzy najniższego stopnia na wsi, funkcjonowały od reformy reorganizującej administrację wiejską przeprowadzonej jesienią 1954 do momentu ich zniesienia z dniem 1 stycznia 1973, tym samym wypierając organizację gminną w latach 1954–1972.
Gromadę Żmigród Nowy z siedzibą GRN w Żmigrodzie Nowym (w obecnym brzmieniu Nowy Żmigród) utworzono – jako jedną z 8759 gromad na obszarze Polski – w powiecie jasielskim w woj. rzeszowskim na mocy uchwały nr 22/54 WRN w Rzeszowie z dnia 5 października 1954. W skład jednostki weszły obszary dotychczasowych gromad Żmigród Nowy, Mytarz, Mytarka, Toki i Gorzyce ze zniesionej gminy Żmigród Nowy w tymże powiecie. Dla gromady ustalono 24 członków gromadzkiej rady narodowej.
1 stycznia 1960 do gromady Żmigród Nowy włączono obszar zniesionej gromady Żmigród Stary w tymże powiecie.
31 grudnia 1961 do gromady Żmigród Nowy włączono obszar zniesionej gromady Nienaszów w tymże powiecie.
Od 1968 obowiązuje nazwa gromada Nowy Żmigród.
Gromada przetrwała do końca 1972 roku, czyli do kolejnej reformy gminnej. 1 stycznia 1973 w powiecie jasielskim reaktywowano gminę Nowy Żmigród.